# Zaklopača (Kraljevo)
Zaklopača (Servisch cyrillisch Заклопача) is een plaats in de Servische gemeente Kraljevo. De plaats telt 971 inwoners (2002).